# Mäetaguse (vlek)

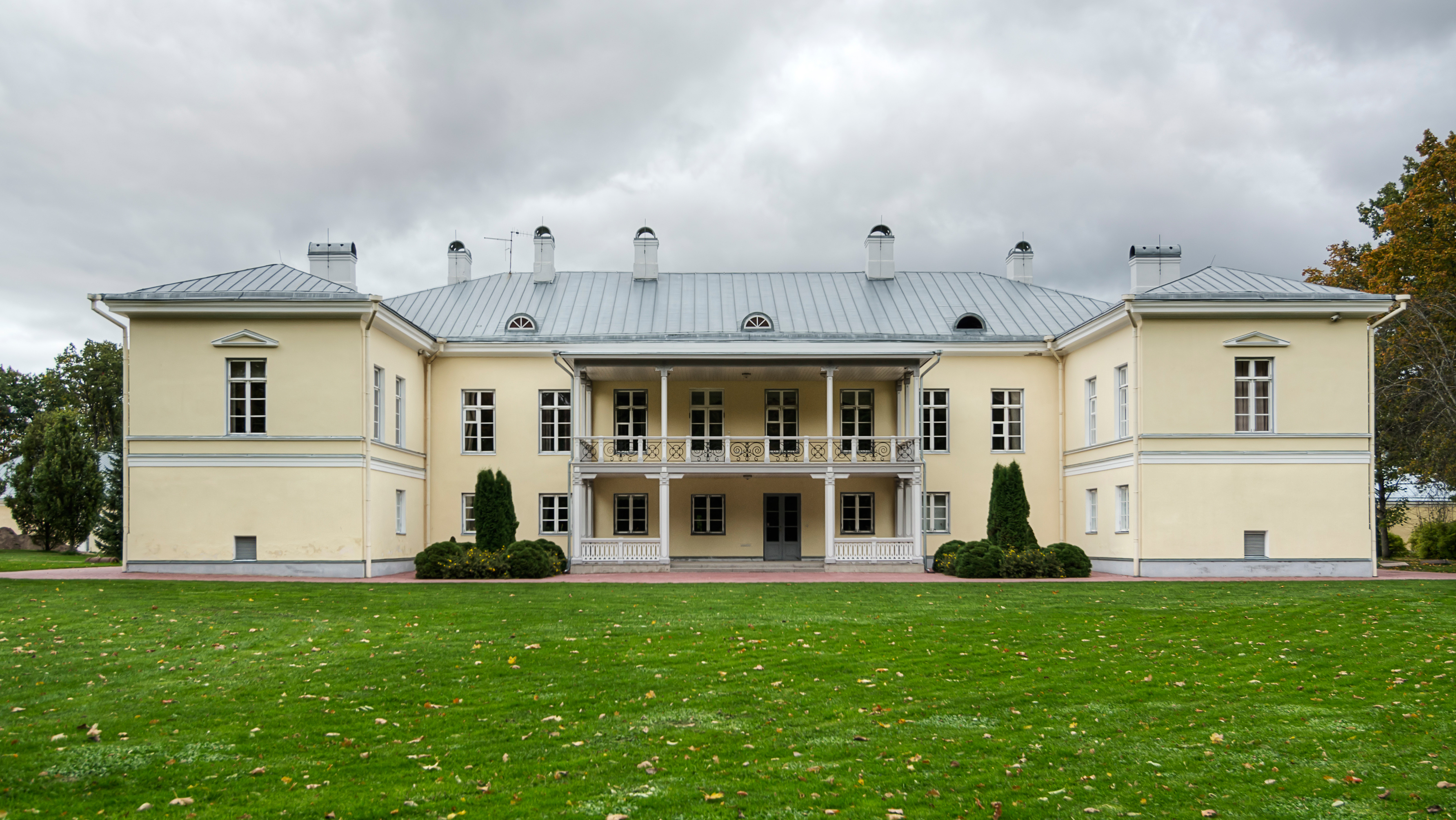
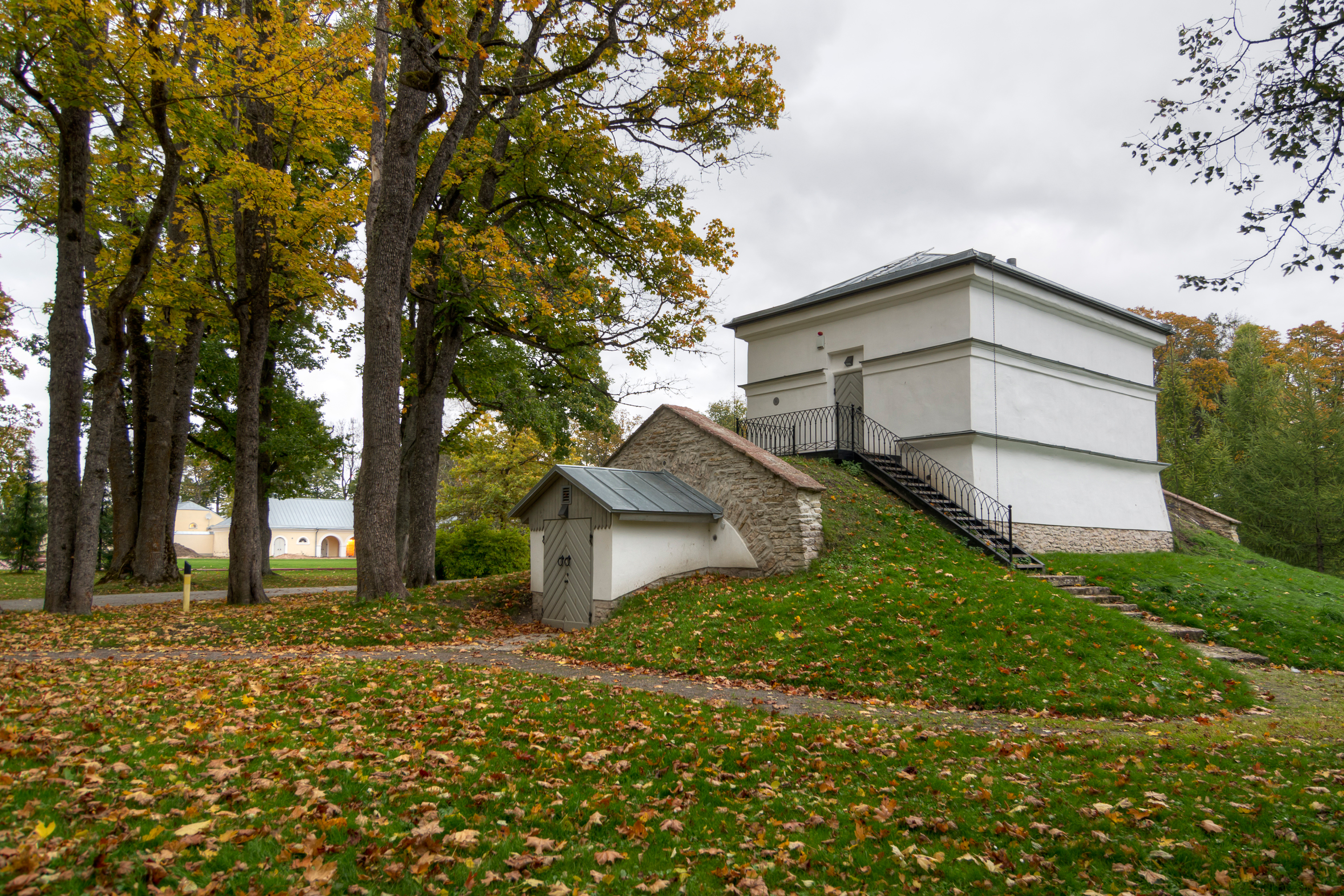
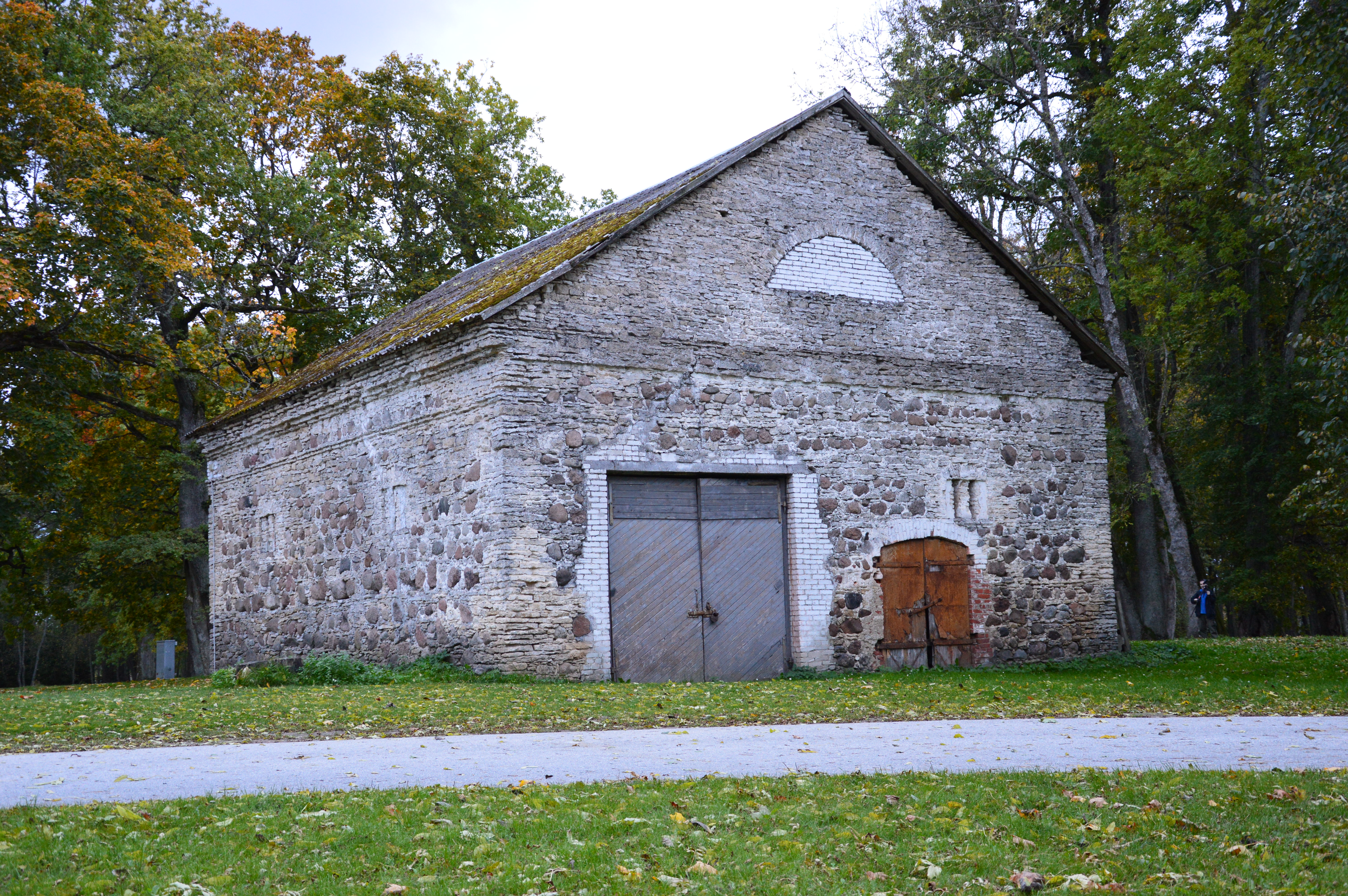
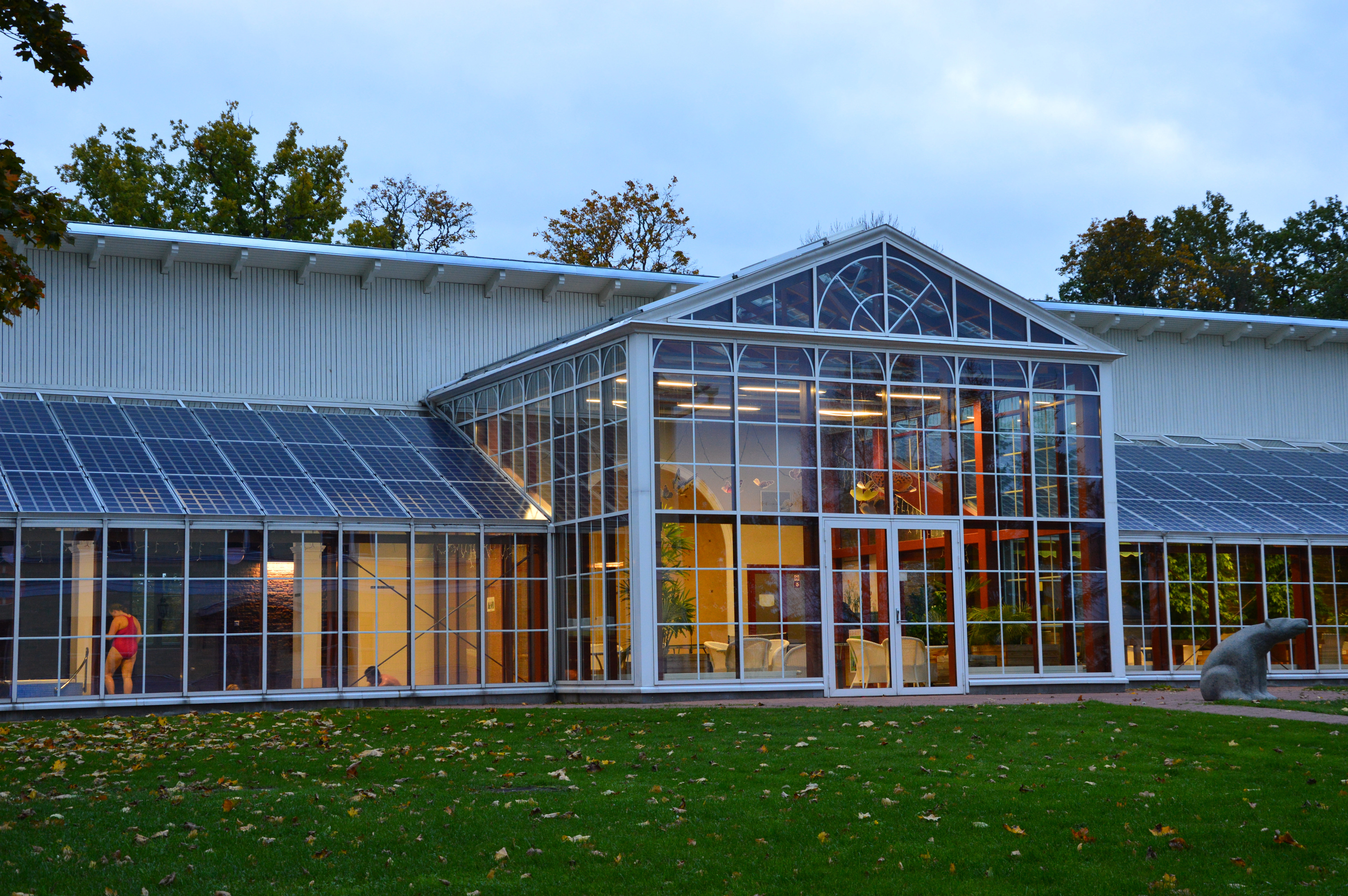
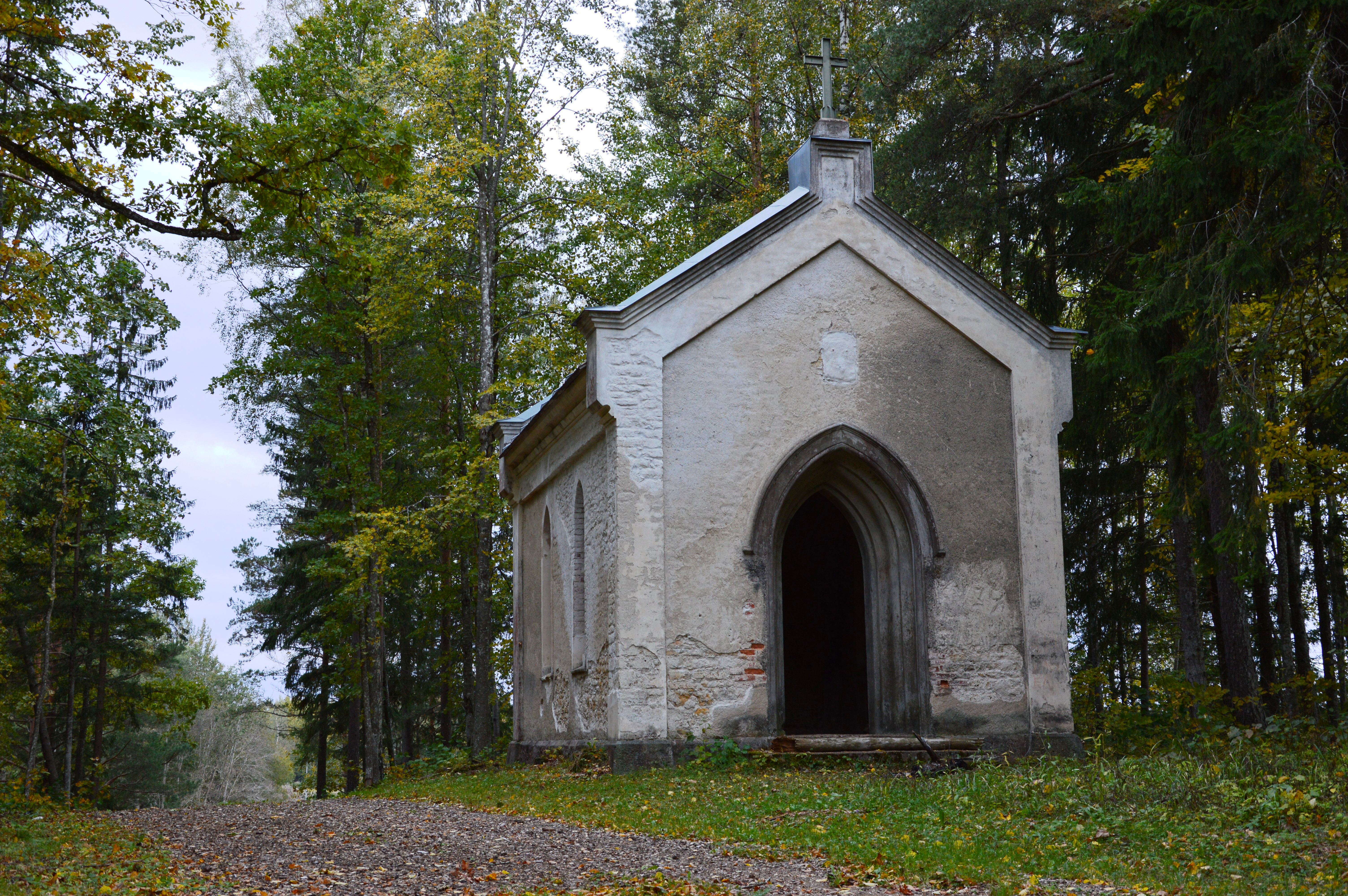

Mäetaguse is een plaats in de Estlandse gemeente Alutaguse, provincie Ida-Virumaa. De plaats telt 486 inwoners (2021) en heeft de status van alevik (‘vlek’). Tot in 2017 was het de hoofdplaats van de gemeente Mäetaguse.